# Pandia
Pour les articles homonymes, voir Pandia (homonymie).
Vous pouvez aider à l'améliorer ou bien discuter des problèmes sur sa page de discussion.
- Son texte doit être wikifié : il ne correspond pas à la mise en forme Wikipédia (style, typographie, liens internes, liens entre les wikis, etc.). (Marqué depuis août 2025)
- La traduction est incomplète. (Marqué depuis août 2025)

Pandia  (en grec ancien : Πανδία, Πανδεία, Pandīa) est une déesse mineure de la mythologie grecque, fille de Zeus et Séléné. Pandia est la déesse de la lune quand celle-ci est pleine.

## Étymologie
Son nom (en grec ancien Πανδεία / Pandīa) signifie « toute luminosité » ou « entièrement brillante ».

## Famille
Fille de Zeus (dieu du ciel et de la foudre et souverain des dieux) et de Séléné (déesse de la lune), Pandia a pour sœur Hersé (déesse de la rosée). 
Pandia a également de nombreux demi-frères et demi-sœurs. De par sa mère, elle a pour demi-sœurs les 50 filles d'Endymion et, par son père, l'abondante progéniture de Zeus.

## Mythe et culte
L'hymne homérique à Séléné nous dit : « Une fois le Fils de Cronos [Zeus] s'est joint avec elle [Sélène] dans l'amour; et elle conçut et enfanta une fille [dénommée] Pandia, très belle parmi les dieux immortels. »
La tradition athénienne a peut-être fait de Pandia l'épouse d'Antiochus, le héros éponyme de la tribu des Antiochides, l'une des dix tribus athéniennes (phylai) .
À l'origine, Pandia était peut-être une simple épithète de Séléné mais, au moins à partir de l'époque de l'hymne homérique, Pandia était devenue une fille de Zeus et de Séléné. Pandia (ou Pandia Séléné) peut avoir personnifié la pleine lune. 
Il existait un festival athénien du nom de Pandia (en), célébré au milieu du mois d'Élaphébolion (fin mars/début avril). Probablement tenu pour Zeus, ce festival pourrait avoir été célébré à la pleine lune et avoir été connecté à elle.

## Évocation moderne

### Astronomie
Son nom a été donné à un satellite naturel de Jupiter, Pandia, découvert le 23 mars 2017 (nom officiel: Jupiter LXV Pandia). Avant que ce nom ne lui soit donné, cette lune de Jupiter portait la désignation provisoire S/2017 J 4,.